# İbrahim Koray Arslan
İbrahim Koray Arslan (* 29. September 1986 in Adana) ist ein türkischer Fußballspieler.

## Spielerkarriere

### Vereine
Arslan erlernte das Fußballspielen in der Nachwuchsabteilung vom Adana Demirspor. Nachdem er bei Demirspor keinen Profivertrag erhalten hatte, wechselte er 2005 zum Amateurverein Elazığ Belediyespor und spielte dort ein Jahr lang in der ersten Mannschaft. 2006 wechselte er zum Zweitligisten Elazığspor, dem stärksten Verein der Stadt Elazığ. Nach drei Jahren verließ er diesen Verein und spielte nachfolgend für diverse die Dritt- und Viertligisten. Im Sommer 2014 kehrte er zum Zweitligisten Elazığspor zurück.